# B급 영화

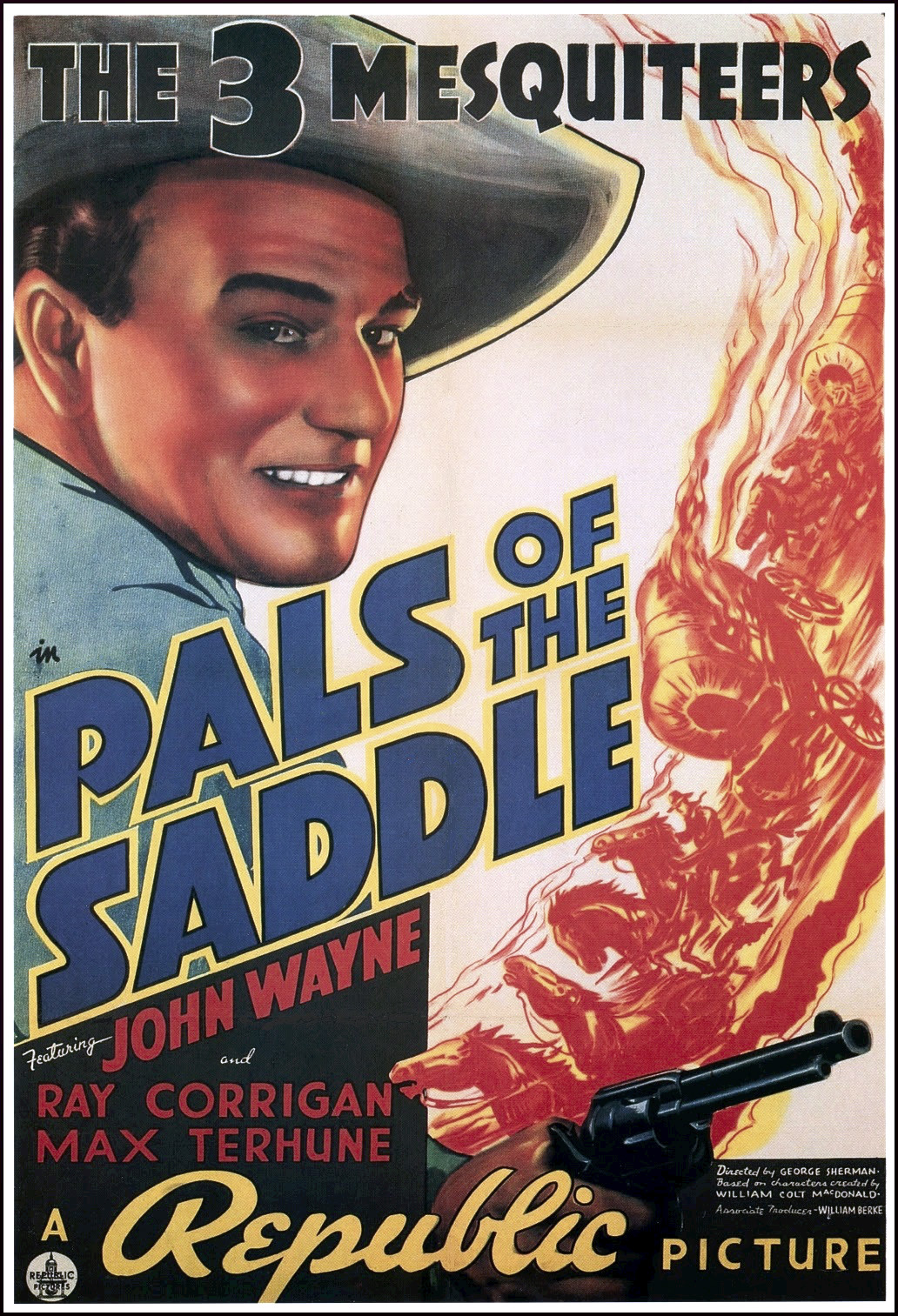

B급 영화(B級映畵, B movie, B film)는 단기간 촬영과 저예산으로 제작된 영화이다.

## 역사
역사적으로 1920년대를 전후로 헐리우드 메이저 영화사(배급사)는 무명감독이나 신인 배우들을 주축으로하는 시험적이고 테스트적 요소가 있는 이렇게 제작된 마이너 영화사들의 저비용 B급 영화를 메이저 영화사는 자신들이 제작한 본래의 상영영화와 함께 극장관람객에서 제공하였다.
메이저 제작사와 마이너 제작사의 이러한 관행은 관객들로 하여금 재미와 다양한 볼거리를 제공할 뿐만아니라 무명 감독이나 신인 배우들에게는 흥행과 유명세에 대한 일종의 시험무대의 기회를 제공힌 면도 있었다. 이러한 균형은 이용자에게는 다양한 경험과 선택의 기회를 제공하였으며  메이저 배급사는 안정된 수익보장을 마이너 제작사들은 성공의 기회를 서로가 공유한 긍정적인 면을 유지하려고 한 것으로 여겨진다.

## 관련 용어

### C급 영화
C급 영화(C movie)는 B급 영화 중 더 저예산인 영화 등급을 의미한다.

### Z급 영화
Z급 영화(Z movie, grade-Z movie)는 대부분의 B급, 심지어는 C급 영화 아래로, 어느 정도의 표준을 지킨 저예산 영화를 이야기한다. Z급 영화로 불리는 대부분의 영화들은 상용 영화 산업에서 매우 적은 제작비로 만들어진다.

## 같이 보기
- 할리우드 메이저 6대 영화사